# Mark L Custom Guitar Electronics
Mark L Custom Guitar Electronics – polski producent systemów elektronicznych, efektów gitarowych, zasilaczy do efektów, systemów rack oraz tablic przyrządów (tzw. pedal board). Firma powstała 2002 roku w Gdańsku z inicjatywy Marka Laskowskiego.
Z usług firmy korzysta słynny amerykański wirtuoz gitary John Petrucci oraz szereg gwiazd polskiej sceny muzycznej: Grzegorz Skawiński, Waldemar Tkaczyk, Nergal i Seth z zespołu Behemoth, Marek Napiórkowski, Krzysztof Ścierański, Marek Raduli i wielu innych.